# Kaufhaus Friedmann

Kaufhaus Friedmann in Bayreuth (um 1900)

Das Kaufhaus Friedmann war eines der ersten Kaufhäuser in Bayreuth. Das in jüdischem Besitz befindliche Gebäude wurde auf Anordnung Adolf Hitlers im Jahr 1939 abgerissen.

## Vorgeschichte
Am 19. Mai 1845 wurde im unterfränkischen Frankenwinheim Joseph Friedmann geboren. Er besuchte die jüdische Handelsschule in Segnitz und absolvierte von 1860 bis 1862 eine kaufmännische Lehre im Textilgeschäft M. L. Harburger in der Opernstraße 7 in Bayreuth. Anschließend war er für Harburger und andere Firmen als Reisender tätig. Im Alter von 22 Jahren ließ er sich 1868 in Bayreuth nieder; er stellte den notwendigen Antrag auf „Ansässigmachung“, um einen „selbständigen Betrieb des kaufmännischen Gewerbes mit Kurzwaren en Detail“ zu gründen und sich mit der gebürtigen Fürtherin Karoline Heymann zu verehelichen. Obwohl Friedmann die Prüfung für den „Selbstbetrieb des Handelsgewerbes“ mit der Note „vorzüglich“ bestanden hatte, sein guter Leumund und seine finanzielle Leistungsfähigkeit bestätigt waren, genehmigte der Magistrat den Antrag nicht. Friedmann legte bei der Regierung von Oberfranken Einspruch ein, die den Magistrat „Im Namen seiner Majestät des Königs“ zurechtwies. Nach Zahlung einer „Gemeindeaufnahmegebühr“ in Höhe von 80 Gulden wurde er Bayreuther Bürger. Bald nach der Hochzeit kamen seine Kinder Emma (1869), Rosa (1870) und Max (1871) zur Welt.
Um 1875 erwarb Friedmann das Anwesen Friedrichstraße 9, wo er einen Laden einrichtete und diesen nach zwei Jahren zum „Volksbazar zur billigen Quelle“ erweiterte. Im Haus Maximilianstraße 65 eröffnete er bald darauf den „Centralbazar am unteren Markt“, zudem gründete er Filialen in Passau (1888), Schweinfurt (1891) und Kulmbach (1893). Spätestens 1895 verfügten seine Bayreuther Geschäfte über Fernsprechanschlüsse; mit der Nummer 21 gehörte Friedmann vermutlich zu den ersten Telefonbesitzern der Stadt.

## Geschichte

Werbung des Kaufhauses (um 1900)

Am 23. Juni 1898 kaufte Friedmann gemeinsam mit seinem Sohn Max und Joseph Rindsberg, dem Ehemann seiner Tochter Rosa, für 100.000 Mark das Baugrundstück Schloßberglein 3. Zu diesem gehörte das zwischen 1759 und 1761 errichtete Gontard-Haus, welches Friedmann selbst bezog. In dessen Vorgarten beabsichtigte er, ein Kaufhaus zu errichten, und reichte einen Monat später das Baugesuch ein. Ungeachtet einer negativen Beurteilung des Bauamts, das eine Beeinträchtigung des Stadtbilds rügte, genehmigte der Magistrat das Vorhaben. Vermutlich hatte er die Absicht, die Nordseite der unteren Opernstraße durch eine Häuserzeile im Stil der gegenüberliegenden „Wölfelbauten“ zu ergänzen – mit dem Kaufhaus Friedmann als erstem Glied. Ein Indiz dafür ist, dass dessen westliche Außenwand nur als Brandmauer entstand. Geplant wurde das Gebäude vom Fürther Architekten Adam Egerer; die Bauausführung oblag der Firma Wölfel, die in der Stadt eine fast monopolartige Stellung innehatte. In eines der oberen Stockwerke zog Friedmanns Tochter Emma Rindsberg mit ihrer Familie ein.
Am 23. November 1899 um 17 Uhr öffnete mit der Anschrift Opernstraße 11 das „Waarenhaus Joseph Friedmann“ seine Pforten. Vor den überdimensionalen, von Eisenträgern unterteilten Schaufenstern hatte sich, wie das Bayreuther Tagblatt schrieb, eine „ungeheuere Menschenmenge“ versammelt. Auf zwei Etagen verteilt wurden auf einer Fläche von 700 Quadratmetern Textilien aller Art, „Galanterie- und Luxuswaren wie Porzellan- und Gipsfiguren, Bronze- und Gussartikel“, alle Sorten von Kurzwaren sowie Spielwaren angeboten. Die Verkaufsräume waren attraktiv und großzügig gestaltet, erstmals war ein Zutritt ohne Kaufzwang möglich. Vermutlich in diesem Zusammenhang schloss Friedmann im November 1899 den „Volksbazar“; auch die Filialen in den anderen Städten wurden wieder aufgegeben.
Eine 1903 erlassene ministerielle Anweisung für eine erhöhte Feuer- und Betriebssicherheit in großen Geschäftshäusern führte erneut zu einem Schlagabtausch zwischen Regierung und Magistrat. Mit Hilfe des Rechtsrats Albert Preu konnte auch diesmal Friedmann seine Interessen durchsetzen. 1904 wandelte er sein Unternehmen, mit Sohn Max und Schwiegersohn Joseph Rindsberg als weitere Gesellschafter, in eine Offene Handelsgesellschaft um. Am 9. Mai 1908 erlag Joseph Friedmann, der u. a. zum Vorstand des (jüdischen) Geselligkeitsvereins Phönix gehört hatte, im Alter von nicht ganz 63 Jahren einem Herzinfarkt. Er wurde auf dem örtlichen jüdischen Friedhof beigesetzt.
Der Betrieb wurde von Max Friedmann und Joseph Rindsberg fortgeführt. Für die Zeit bis 1930 ist über das Geschäft wenig bekannt. Spätestens in der Weltwirtschaftskrise scheint sich dessen wirtschaftliche Lage ernstlich verschlechtert zu haben. Anfang 1931 wurde das Anwesen Opernstraße 11 der Städtischen Sparkasse erfolglos zum Verkauf angeboten. Einige Monate später gründeten der Barmer Fabrikant Max Treu und Rindbergs in Bayreuth lebende Schwägerin Selma Rindsberg (geb. Daniel) die Einheitspreisgesellschaft GmbH. Rechtlich und personell nicht mit dem Kaufhaus Friedmann verbunden, wurde sie ebenfalls in der Opernstraße 11 angesiedelt. 1932 wurde der Betrieb dieses Einheitspreisgeschäfts, das mit niedrigen Preisen für Waren des Massenbedarfs eine ernsthafte Konkurrenz des etablierten Einzelhandels war, wieder verboten.
Im Januar 1933 fusionierten die beiden Firmen zum Kaufhaus Erwege. Dieses Akronym stand für „Rheinisch-Westfälische Einkaufsgesellschaft“, deren Name mit der Herkunft des Gesellschafters Max Treu zu erklären sein dürfte. Am 13. März 1933 wurde das Unternehmen erstmals vom Boykott jüdischer Geschäfte berührt. Angehörige der SA schreckten mit einem Transparent mit der Aufschrift „Deutsche, kauft nicht bei Juden!“ am Eingang potentielle Kunden ab, worauf das Kaufhaus vorübergehend schloss. 1936 verkaufte Sema Rindsberg als mittlerweile alleinige Geschäftsführerin das Erwege an den Bayreuther Sägewerksbesitzer Hans Loher; das Gebäude blieb zunächst Eigentum von Max Friedmann und Joseph Rindsberg. Dokumente aus der Zeit nach dem Zweiten Weltkrieg lassen vermuten, dass der Verkauf des Geschäfts zwar unter dem Druck der politischen Verhältnisse, aber nicht unter direkter Bedrohung erfolgte. Loher, der 1935 der NSDAP beigetreten war, galt seinen Parteigenossen wegen seiner jüdischen Schwägerin als „jüdisch versippt“. Auch hatte er der Verkäuferin eine Rücktrittsfrist eingeräumt und die Weiterbeschäftigung von drei „nichtarischen“ Angestellten zugesichert. Die verwitwete Selma Rindsberg, die 1935 bereits einmal Palästina besucht hatte, wanderte mit ihrem minderjährigen Kind im Sommer 1936 dorthin aus. Soweit bekannt ist, erhob sie nach dem Ende des „Dritten Reichs“ keine Wiedergutmachungsansprüche.
Anfang 1938 wurde die Erwege-Kaufhaus GmbH in Erwege-Kaufhaus Hans Loher K.G. umbenannt, ein Jahr später hieß das Unternehmen nur noch Kaufhaus Loher K.G.; bis Sommer 1940 wurde in Anzeigen noch der Zusatz „Vormals Erwege Bayreuth“ verwendet.
Den Bayreuther Nationalsozialisten war das Kaufhaus schon lange ein Dorn im Auge gewesen. Bereits kurz nach der „Machtergreifung“ wurden Forderungen nach seiner Beseitigung erhoben. Adolf Hitler kam oft und gern nach Bayreuth; in den Jahren von 1933 bis zum Beginn des Zweiten Weltkriegs war er zur Festspielzeit Dauergast in der Stadt, und sein Weg zum und vom Festspielhaus führte am Kaufhaus Friedmann vorbei. 1937 sprach er sich erstmals für einen Abbruch des Gebäudes aus. Friedrich Kempfler, seit dem 1. Juli 1938 Bayreuther Oberbürgermeister, verkündete unmittelbar nach Amtsantritt seinen festen Willen, das Gebäude bis zu den Festspielen des Jahres 1939 abreißen zu lassen.
Für den Abriss war es notwendig, das Haus in städtischen Besitz zu überführen. Dessen Eigentümer waren nach wie vor Max Friedmann und die im Juli 1938 nach Würzburg verzogene Rosa Rindsberg, Witwe des 1937 verstorbenen Joseph Rindsberg. Ein geeigneter Zeitpunkt fand sich im Anschluss an die Pogromnacht. Vom 9. auf den 10. November 1938 wurde am Schloßberglein die kleine Spielwarenhandlung, die Max Friedmanns Tochter Ilse führte, verwüstet, und Ilse Friedmann anschließend schwer misshandelt. Durch Drohungen gefügig gemacht, unterzeichnete Rosa Rindsberg am 11. November den Kaufvertrag; noch in „Schutzhaft“ im Gefängnis Sankt Georgen leistete tags darauf ihr 66-jähriger Bruder Max Friedmann die verlangte Unterschrift. Für die Stadt Bayreuth, die das Anwesen mit einem Wert von 250.000 Mark zu einem Kaufpreis von 152.000 Mark erwarb, unterschrieb ein Angestellter der Gauleitung. Das Geld stammte, wie das Parteiorgan Bayerische Ostmark berichtete, aus einer „hochherzigen Spende“ Adolf Hitlers für diesen Zweck. Am 14. November 1938 wurde der Vertrag notariell beglaubigt. Loher wurde als Ersatzstandort für sein Kaufhaus zunächst die zerstörte Synagoge vorgeschlagen; letztlich musste er jedoch in die Turnhalle des Stadtbads ausweichen, bis ein Neubau an der Kanalstraße zur Verfügung stand. Der Abriss des „massiven und keineswegs altersschwachen“ Kaufhauses stieß bei der Bevölkerung weitgehend auf Unverständnis. Selbst die Bayerische Ostmark räumte ein, die Aktion finde nur bei „den aufgeschlossenen Bayreuthern“ Zustimmung. Wie von Kempfler angekündigt, war das Gebäude zum Festspielbeginn 1939 verschwunden.
Nach dem Tod seiner Gattin Hermine (geb. Kaufmann), die 1906 die Tochter Ilse geboren hatte, heiratete Max Friedmann seine zweite Ehefrau Lane (geb. Münster). 1934 beantragte er für sich, seine Frau und seine Tochter Reisepässe, deren Ausstellung die Stadt Bayreuth jedoch ablehnte. Die drei lebten zuletzt in Würzburg, von wo das Ehepaar am 23. September 1942 deportiert wurde. Max Friedmann starb am 1. März 1944 im Konzentrationslager Theresienstadt. Die ledig gebliebene Ladeninhaberin und Kindergärtnerin Ilse Friedmann wurde am 25. März 1942 von Würzburg nach Kraśniczyn deportiert, wo sich ihre Spur verliert. Vermutlich wurde sie mit den meisten Bewohnern des dortigen Ghettos am 6. Juni 1942 in das Vernichtungslager Sobibor gebracht und dort in der Gaskammer ermordet.

## Nachspiel
1951 einigte sich die Stadt im Zuge der „Wiedergutmachung“ mit den Friedmannschen Erben auf die Zahlung einer Rückerstattung in Höhe von 275.000 DM. Haupterbin war Joseph Friedmanns Enkelin Emmy C. Rindsberg, die sich 1941 mit ihrer Mutter in die USA hatte retten können. Das Bayreuther Tagblatt hatte hierfür wenig Verständnis. Dieser Betrag sei für die „leidtragende Stadt Bayreuth“ eine große Last und wäre für Zwecke, „die einen praktischen Nutzen ergeben“, besser angelegt.